# Юліє Кепп Єнсен
Юліє Кепп Єнсен (дан. Julie Kepp Jensen, 3 січня 2000) — данська плавчиня.
Учасниця Олімпійських Ігор 2016 року.
Призерка Чемпіонату Європи з водних видів спорту 2018 року.
Призерка Чемпіонату Європи з плавання на короткій воді 2017, 2019 років.